# NGC 3663
NGC 3663 é uma galáxia espiral (Sbc) localizada na direcção da constelação de Crater. Possui uma declinação de -12° 17' 48" e uma ascensão recta de 11 horas, 23 minutos e 59,9 segundos.
A galáxia NGC 3663 foi descoberta em 1880 por -.